# Loch of Strathbeg
Loch of Strathbeg är en sjö i Storbritannien.   Den ligger i kommunen Aberdeenshire och riksdelen Skottland, i den norra delen av landet, 700 km norr om huvudstaden London. Loch of Strathbeg ligger 2 meter över havet. Arean är 1,7 kvadratkilometer. Trakten runt Loch of Strathbeg består i huvudsak av gräsmarker. Den sträcker sig 2,1 kilometer i nord-sydlig riktning, och 2,8 kilometer i öst-västlig riktning.